# 眼镜鸮
眼镜鸮（学名：Pulsatrix perspicillata），鸮形目鸱鸮科热带美洲森林区的夜行性猛禽。幼鸟白色，具黑色脸盘。成鸟体长约50厘米；上体褐色，下体色淡，胸部亦褐色。脸褐色，有白色眉纹。
1. ↑  BirdLife International. . The IUCN Red List of Threatened Species. 2018, 2018: e.T22689180A130161018  [11 November 2021]. doi:10.2305/IUCN.UK.2018-2.RLTS.T22689180A130161018.en .
2. ↑  . cites.org.   [2022-01-14]. （原始内容存档于2019-05-10）.